# Pressemitteilung

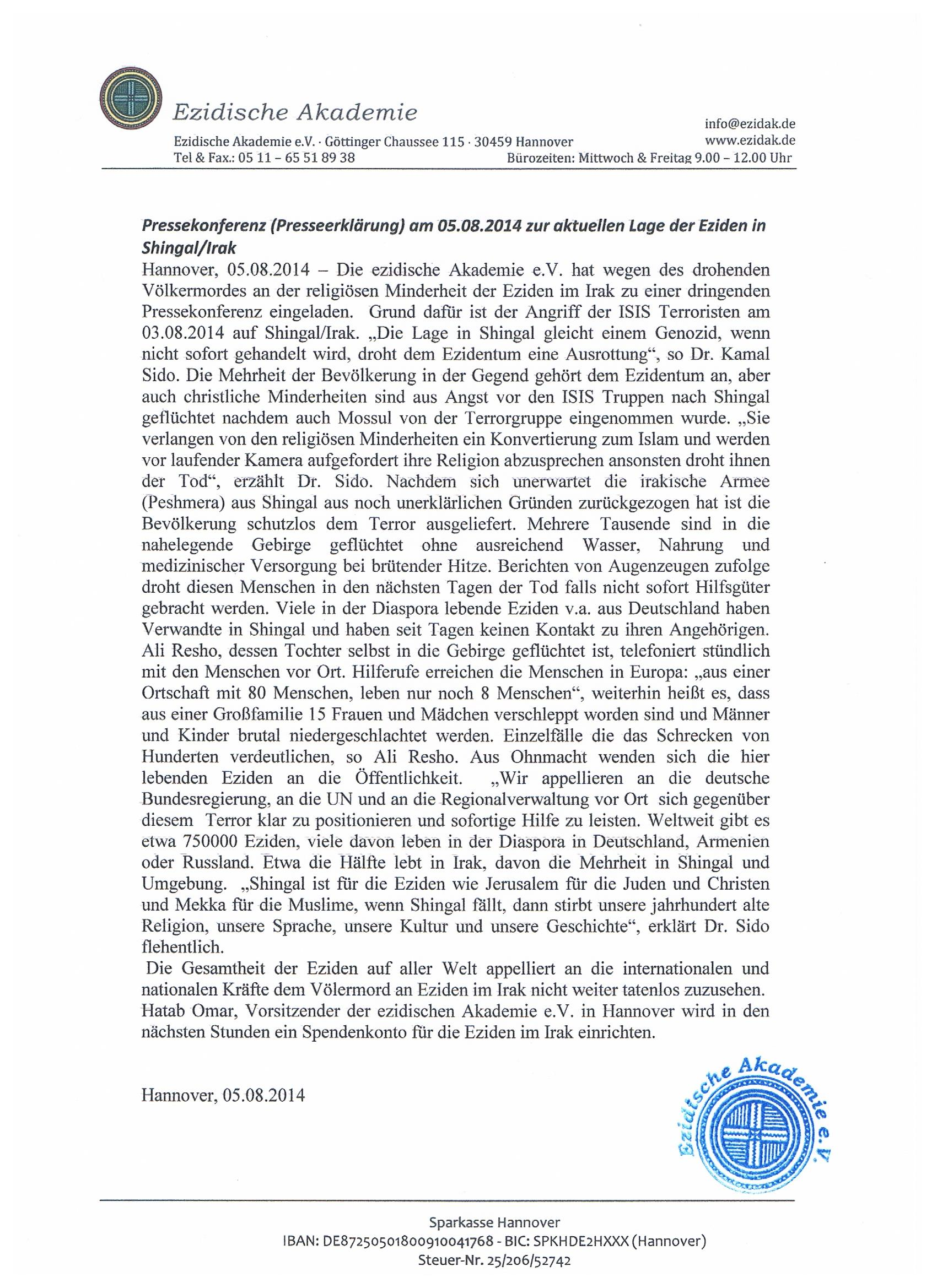
Presseerklärung der Ezidischen Akademie vom 5. August 2014 zum drohenden Genozid der bedrohten Minderheiten im Irak durch die ISIS-Extremisten

Eine Pressemitteilung (PM), auch Presseerklärung, Pressemeldung, Pressetext oder Presseinformation (PI), in Österreich meist Presseaussendung (PA) oder kurz Aussendung und in der Schweiz meistens Medienmitteilung (MM) oder Communiqué genannt, informiert Journalisten über Aussagen, Dementis, Ereignisse, Produkte und Veranstaltungen. Pressemitteilungen werden von Institutionen, Unternehmen, Organisationen, Vereinen, Behörden oder Persönlichkeiten des öffentlichen Lebens oder öffentlichen Interesses, häufig auch durch PR-Agenturen, an die Presse weitergeleitet. Die einmalige oder regelmäßige Verbreitung von Pressemitteilungen wird auch Pressedienst genannt.

## Bedeutung
Pressemitteilungen sind das wohl meistgenutzte Instrument der Öffentlichkeitsarbeit und das entscheidende Bindeglied zwischen Informationsanbietern und Informationsverwertern. Wenn eine Veröffentlichung die Aufmerksamkeit einer Redaktion auf sich lenkt, bewirkt dies oftmals einen erwünschten redaktionellen Beitrag in einer Zeitung, im Fernsehen oder im Hörfunk. Dabei sind Pressetexte für Journalisten zunächst einmal lediglich Anregungen, sich eines Themas redaktionell anzunehmen. Je professioneller und glaubwürdiger eine Pressemitteilung verfasst ist, desto größer ist auch die Chance auf eine journalistische Verwertung.
Ein Redakteur erhält mitunter hunderte Pressemitteilungen täglich und steht somit vor der Aufgabe, diese möglichst schnell zu sichten und aus der Informationsflut die interessantesten Beiträge auszuwählen. Daher versuchen Pressemitteilungen aufzufallen. Andererseits wirken Mitteilungen, die gewisse stilistische Richtlinien nicht berücksichtigen, oftmals unseriös und wenig glaubhaft. Aus diesem Grund werden Pressemitteilungen, die nicht der „Norm“ oder einem bestimmten Standard entsprechen, schnell aussortiert. Das Kunststück besteht also darin, sowohl stilistisch sicher und nach gängigen Richtlinien zu formulieren, als auch das Interesse der Journalisten zu wecken.
Es hat sich als nützlich erwiesen, beim Verfassen einer Pressemitteilung die sogenannten sechs W, oder W-Fragen, zu berücksichtigen: Wer, Wo, Wann, Was, Wie, Warum. Eine weitere wichtige Grundvoraussetzung ist das ausschließliche Verwenden von belegbaren Tatsachen. Ungereimtheiten in den zur weiteren Verarbeitung zur Verfügung gestellten Informationen, führen zur Ablehnung der Pressemitteilung und kreieren ein negatives Bild vom verantwortlichen Unternehmen.
Pressemitteilungen heute werden vorwiegend elektronisch versandt. Als Fax oder in Briefform sind sie inzwischen die Ausnahme, die meist nur noch bei besonders wichtigen Ereignissen oder beim Präsentieren besonders umfangreicher (Fach)-Informationen eingesetzt wird.

## Verteiler
Grundlage für das Verbreiten von Pressemitteilungen ist ein Presseverteiler, der aus den E-Mail-Adressen von Journalisten oder Medienredaktionen besteht. Entscheidend sind dabei der möglichst direkte Kontakt zu den Journalisten sowie die thematisch möglichst genaue Zuordnung zwischen passenden Journalisten und Inhalt der Pressemitteilung. Nur sehr selten werden die Mitteilungen auch per Briefpost versandt.
Pressemitteilungen kann man auch an Dienstleister übermitteln, die gegen Bezahlung PR-Meldungen an ihre Medienkunden weiterverbreiten. Beispiele hierfür sind die PR-Dienste Business Wire und news aktuell. Zur Verbreitung eignen sich auch Presseportale, die Pressemitteilungen auf ihrer Website anzeigen und teilweise auch über ihre Presseverteiler an einige Journalisten weiterleiten. Es gibt eine Vielzahl an kostenpflichtigen und kostenfreien Presseportalen.
Rein zum Zweck der Verbreitung per Internet erstellte Pressemitteilungen werden Online-Pressemitteilung genannt. Aufgrund der Verbreitungsart über Presseportale (z. B. OpenPR) besteht eine andere Leserschaft, Reichweite und potenzielle Zielgruppe, weshalb andere Anforderungen an Inhalt und Gestaltung entstehen. Häufig stehen bei Online-Pressemitteilungen auch Linkaufbau und Suchmaschinenoptimierung im Vordergrund. Zwecks Kontaktfindung zu Journalisten der großen Publikationen sind Online-Pressemitteilungen eher ungeeignet, da diese Journalisten in der Regel die relevanten Pressemitteilungen bereits per E-Mail-Presseverteiler erhalten.

## Urheberrecht
Pressemitteilungen unterliegen wie alle anderen Werke dem Urheberrecht, können – sofern keine anderen Lizenzregelungen getroffen werden – jedoch aufgrund der aus dem Zweck ergehenden konkludenten Einwilligung als fremdes Werk unter Quellenangabe sinnentsprechend veröffentlicht werden. Weiterhin kann der Autor das Werk auch selber unter freiere Lizenzmodelle stellen, um eine weitergehende Nutzung zu ermöglichen.

## Schweiz
In der Deutschschweiz wird meistens das gleichbedeutende französische Wort Communiqué verwendet. (Im Französischen heißt es aber meist communiqué de presse.) Communiqué leitet sich ab vom Verb communiquer, mitteilen.